# Santiago Sánchez
Santiago Sánchez (Valencia, 1965) es un director, intérprete y gestor teatral español y uno de los introductores de la improvisación teatral en España. A lo largo de su trayectoria ha compaginado la dirección de espectáculos con otros trabajos de gestión, asesoramiento y formación. Como director, ha llevado a cabo todo tipo de espectáculos, desde textos de grandes autores clásicos y contemporáneos hasta espectáculos de improvisación y espectáculos líricos. 

## Trayectoria
Santiago Sánchez inicia su trayectoria como actor y director en el grupo teatral L´Om, inicialmente vinculado a la falla L´Om de Picassent. En 1983, siguiendo la estela del movimiento del teatro independiente en Valencia, el grupo se profesionaliza bajo el nombre de L´Om teatre, con Santiago Sánchez como miembro fundador junto a nombres como Javier Villaplana, Salvador Vicent, Paco Vila, Xus Romero, María José Collada o Javier Sanchís. De formación autodidacta, Santiago Sánchez, además de participar en 1985 en los primeros cursos de dirección impartidos por José Carlos Plaza y Pere Planella en el Centre Dramatic de la Generalitat Valenciana, ha aprendido el oficio teatral al lado de maestros como Albert Boadella, Raymond Cousse, Michel López y Hassane Kouyaté.
En 1986 participa como actor en la coproducción de Els Joglars y el Teatre Estable del Pais Valencià Visanteta de Favara, dirigida por Albert Boadella. En 1987 ingresa en la Asociación de Directores de Escena (ADE) y crea junto a Xus Romero la Escuela Municipal de Teatro de Aldaia (Valencia) que dirigirá hasta 1993. En 1989, introduce en España las técnicas de improvisación creadas por Robert Gravel e Yvon Leduc, bajo la forma de los Match de Improvisación, siendo uno de los pioneros en implantar este formato teatral en España y comenzando una intensa actividad internacional en este ámbito. Es en este momento cuando conocerá al coach y miembro de la Liga de Improvisación Francesa Michel López, con quien años más tarde, en 1994, creará el espectáculo de improvisación Imprebís, junto a Carles Castillo y Carles Montoliu como actores, y donde los iluminadores, como Kique o Rafa Mojas, y los músicos, como Ángel Estellés, Yayo Cáceres o Víctor Lucas, son también improvisadores dentro del espectáculo. Imprebís se mantiene en cartel tras 27 años, llegándose a estrenar en 18 países diferentes. El gran éxito del espectáculo hizo que la compañía L´Om optase por modificar su nombre al de L´Om-Imprebís.
En 1992 dirige por primera vez para el Centre Dramàtic de la Generalitat Valenciana y de 1993 a 1996 será miembro del Consejo de Teatro del INAEM del Ministerio de Cultura en representación de la Federación de la Unión de Actores y Actrices. Desde 2014 es miembro fundador de la Academia de las Artes Escénicas de España en la especialidad de Dirección y desde 2013 a 2020 ha sido miembro del Consejo Territorial de SGAE en la Comunidad Valenciana.
Desde 2000, Santiago Sánchez impulsa una estrategia de consolidación de L’Om Imprebís a través de acuerdos de coproducción con diferentes instituciones públicas (Teatro Jovellanos, Teatres de la Generalitat Valenciana, Teatro Lope de Vega de Sevilla, Culturarts, CDN) y compañías privadas (Yllana, Teatro del Temple, Teatro Meridional). Recibe el encargo de diferentes instituciones, como la Consejería de las Artes del Ayuntamiento de Madrid para llevar a cabo los espectáculos de La fiesta del Quijote.,celebrada en el cuartel Conde Duque (2004) y El encuentro de las Músicas, en la Plaza de Colón de Madrid (2006), o la propuesta del Ayuntamiento de Alcalá de Henares para la puesta en escena del Don Juan de Alcalá en 2006 y 2007 y del Ayuntamiento de Las Palmas de Gran Canaria para el Don Juan de Vegueta en 2010. Además, a partir de 2006 se inicia en la dirección de espectáculos líricos, colaborando con el Teatro Nacional de la Zarzuela.
Santiago Sánchez ha mantenido una importante labor internacional de investigación y formación en África y Latinoamérica, con proyectos como Orígenes (2008-2010), en Guinea Ecuatorial, o La Muyuna (2017) en Perú, gracias a la puesta en marcha de CITA (Centro Internacional de Teatro Actual), fundado en 2007, que centra su actividad en la búsqueda de un imaginario común entre creadores de diferentes nacionalidades y lugares.

## Influencias
Santiago Sánchez es un director ecléctico al que le gusta abordar múltiples registros escénicos y que siempre ha resaltado la importancia que ha tenido en su evolución tanto el teatro popular de Dario Fo como la esencialidad del trabajo de nombres como Peter Brook o Declan Donnellan, además de la gran influencia que ha tenido la improvisación en su trayectoria.

## Premios y galardones
Santiago Sánchez, ha recibido, entre otros, el Premio de las Artes Escénicas de la Generalitat Valenciana (2000) y el Premio Ercilla de Bilbao (1999) al mejor espectáculo teatral por Galileo, de Bertolt Brecht; el Premio Rojas de Toledo (2009) por su dirección de Don Juan, de José Zorrilla; El galardón Personaje del Año de la Fundación Carolina Torres (2004) por su dirección de Quijote; La Medalla de Honor del CELCIT (Centro Latinoamericano de Creación e investigación Teatral) en el año 2010 por su contribución al desarrollo y difusión de las artes escénicas y en 2013 la Medalla de la Asociación de Directores de Escena de España. 

## Obras
Obras como director
- El carro del teatre, de Vicente Romero (1981)
- Mort accidental d´un anarquista, de Darío Fo (1982)
- Blanca-Rosa, sirena de la mar blava, de Santiago Sans y Damià Barbany (1983)
- El bou de les banyes d´or, de Apuleyo Soto (1984)
- Supertot, de Josep María Benet i Jornet (1985)
- Amor de Don Perlimplín, de Federico García Lorca (1990)
- Caballito del diablo, de Fermín Cabal (1991)
- Pic-nic, de Fernando Arrabal (1992)
- La nit de Madame Lucienne, de Copi (1992)
- Sirenas, trompetas y pedorretas, de Darío Fo (1992)
- Terror y miseria en el III Reich, de Bertolt Brecht (1993)
- Imprebís - espectáculo de improvisación (1994)
- El guiso del chef, de Raymond Cousse (1995)
- La doma de la furia, de William Shakespeare (1996)
- Zapping - espectáculo de improvisación (1997)
- Galileo, de Bertolt Brecht (1999)
- A cuestas con Murphy - creación colectiva (2002)
- La mujer invisible, de Kay Adshead (2002)
- Quijote, de Miguel Cervantes, adaptación de Juan Margallo y Santiago Sánchez (2003)
- Los mejores sketches de Monty Python´s, de Monty Python  (2004),  dirigido junto a Joe O´Curneen
- ¡Moon!, de Santiago Sánchez (2005)
- La boda y el baile de Luis Alonso, de Javier de Burgos y Larragoiti y Gerónimo Giménez, con dirección musical de Miguel Roa (2006)
- Imprebís, etiqueta negra – espectáculo de improvisación (2006)
- Don Juan Tenorio, de José Zorrilla (2007)
- Ellas dicen que Puccini, de Antonio Arnel, con dirección musical de Manuel Coves (2008)
- Calígula, de Albert Camus (2009)
- Orígenes - creación colectiva (2010)
- Tío Vania, de Antón Chejov (2011)
- Transición, de Julio Salvatierra y Alfonso Plou, dirigido junto a Carlos Martín (2012)
- Decameron negro, de Hassane Kassi Kouyaté y Santiago Sánchez (2013)
- Otro mundo es posible, de Santiago Sánchez (2013)
- Un obús en el corazón, de Wajdi Mouawad (2014)
- Pensares de Rocinante, de José Buenagu, con dirección musical de José Ramón Encinar (2015)
- Aquiles y Pentesilea, de Lourdes Ortiz (2016)
- La crazy class - espectáculo de improvisación, dirigido junto a Michel López (2016)
- La Muyuna - creación colectiva (2017)
- Por los pelos, de Paul Portner (2017)
- Piel de toro - espectáculo de improvisación (2018)
- Vidas enterradas, de Juan Antonio Mayorga Ruano, Alfonso Plou Escola, Laila Ripoll, Pepe Viyuela, Juan José Millás y Mafalda Bellido, dirigido junto a Mariano Llorente, Carlos Martín y Jesús Peña (2019)
- Tu mano en la mía, de Carol Rocamora (2019)
- Onaya - creación colectiva (2019)
- Heredarás la lluvia, de Santiago Sánchez, Carles Montoliu, Carles Castillo y Víctor Lucas (2021)
- Hoy no estrenamos, de Santiago Sánchez, Carles Montoliu, Carles Castillo y Víctor Lucas, dirigida junto a Michel López (2022)
- ¡Descarados! - Versión de "Clacson, trombette e pernacchi", de Darío Fo y Franca Rame (2022)

Obras como actor:
- El carro del teatre, de Vicente Romero (1981)
- Mort accidental d´un anarquista, de Darío Fo (1982)
- Blanca-Rosa, sirena de la mar blava, de Santiago Sans y Damià Barbany (1983)
- El bou de les banyes d´or, de Apuleyo Soto (1984)
- Visanteta de Zavara, de Albert Boadella (1985)
- Infantillatges, de Raymond Cousse (1989)
- Chiquilladas, de Raymond Cousse (1993. Reposición en 2000).
- Galileo, de Bertolt Brecht (1999)

- Quijote, de Miguel Cervantes, adaptación de Juan Margallo y Santiago Sánchez (2003)

- La Crazy Class – espectáculo de improvisación (2015)
- Hoy no estrenamos, de Santiago Sánchez, Carles Montoliu, Carles Castillo y Víctor Lucas, dirigida junto a Michel López (2022)